# Stadtlohn
Die Stadt Stadtlohn (plattdeutsch Stadlaun) liegt im westlichen Münsterland im Nordwesten des Landes Nordrhein-Westfalen und ist eine kreisangehörige Stadt des Kreises Borken im Regierungsbezirk Münster.

## Geographie
Stadtlohn liegt in der sogenannten Münsterländischen Parklandschaft, deren besonderer Reiz im Wechsel von Waldgebieten und landwirtschaftlich genutzten Flächen liegt.
Stadtlohns höchster Geländepunkt befindet sich in der Gemarkung Wolters in Wendfeld. Er liegt bei 77 m über NN. Der tiefste Geländepunkt mit 40 m über NN ist im Bockwinkel gelegen. Damit ergibt sich eine mittlere Höhenlage von 50 Meter über NN. Der höchste Gebäudepunkt der Stadt ist der Kirchturm der St.-Otger-Kirche mit 124 Meter über NN.
Durch Stadtlohn fließt die Berkel. Sie ist einer der wenigen Flüsse im Münsterland, der weitestgehend unreguliert sein Bett gestalten darf. So erhielt sich eine artenreiche, bedeutsame Flussaue. Sie ist unter anderem auf ganzer Länge zwischen Stadtlohn und Vreden unter Naturschutz gestellt. Hier kommt unter anderem der seltene Eisvogel vor.

### Stadtgliederung

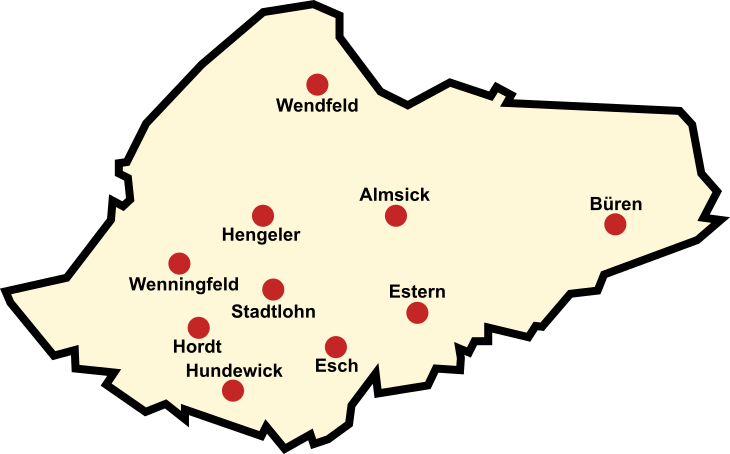
Bezirke/Ortsteile von Stadtlohn

Die Stadt gliedert sich in neun Bezirke:
Stadt, Hengeler, Wendfeld, Almsick, Hordt, Esch, Wenningfeld, Hundewick, Estern und Büren.

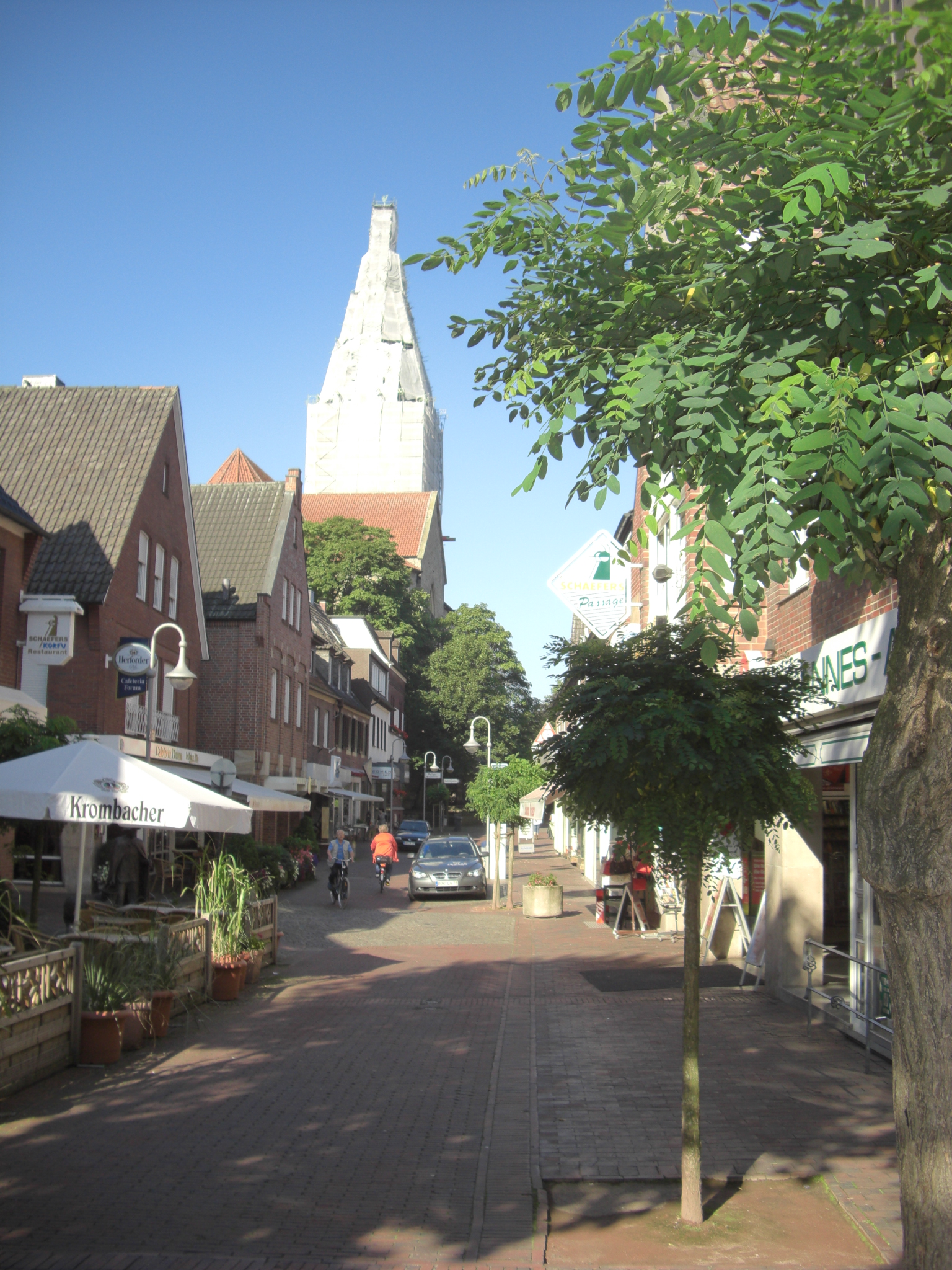
Dufkampstraße mit Blick zum Markt
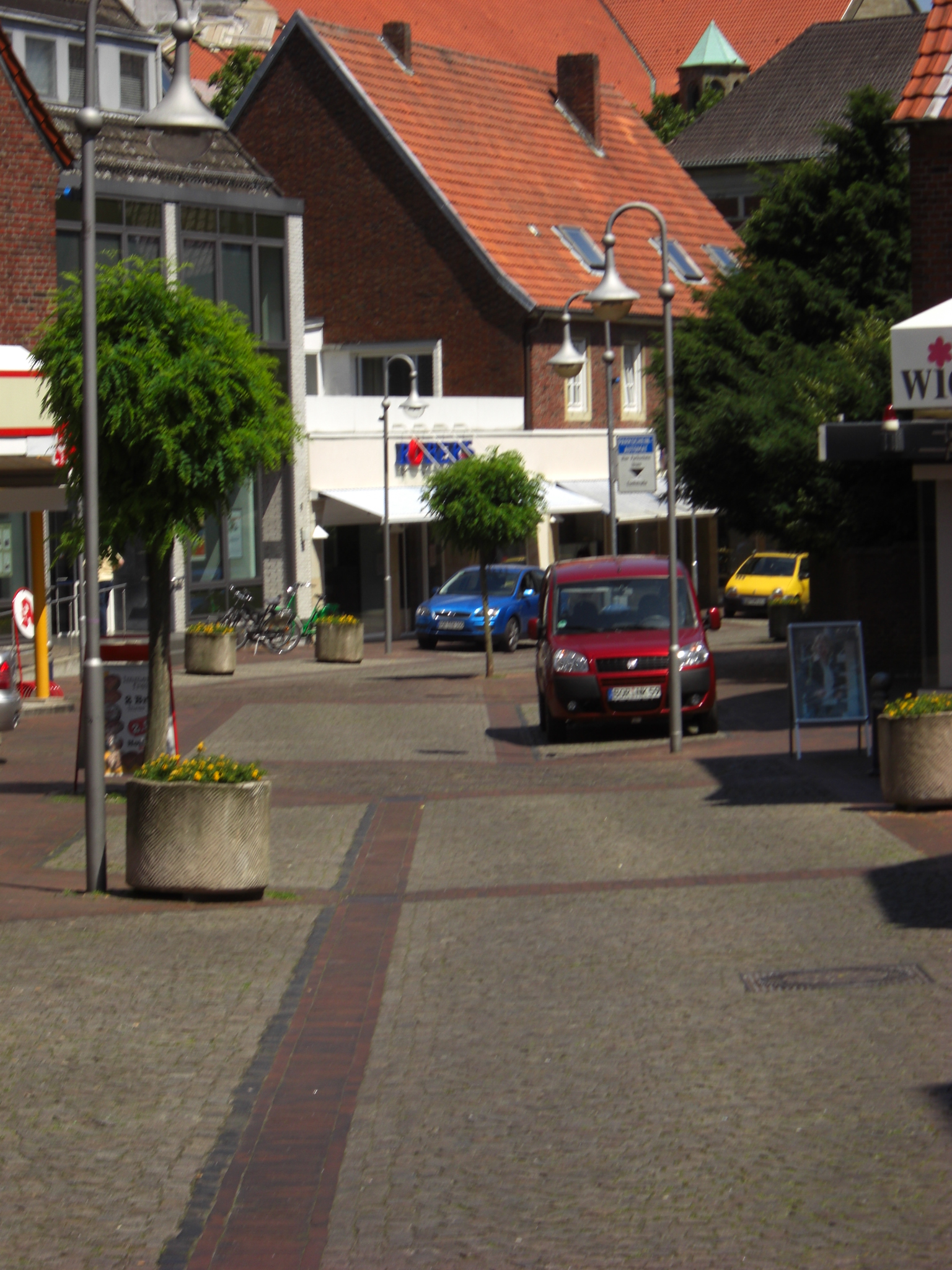
Eschstraße mit Blick zur St.-Otger-Kirche
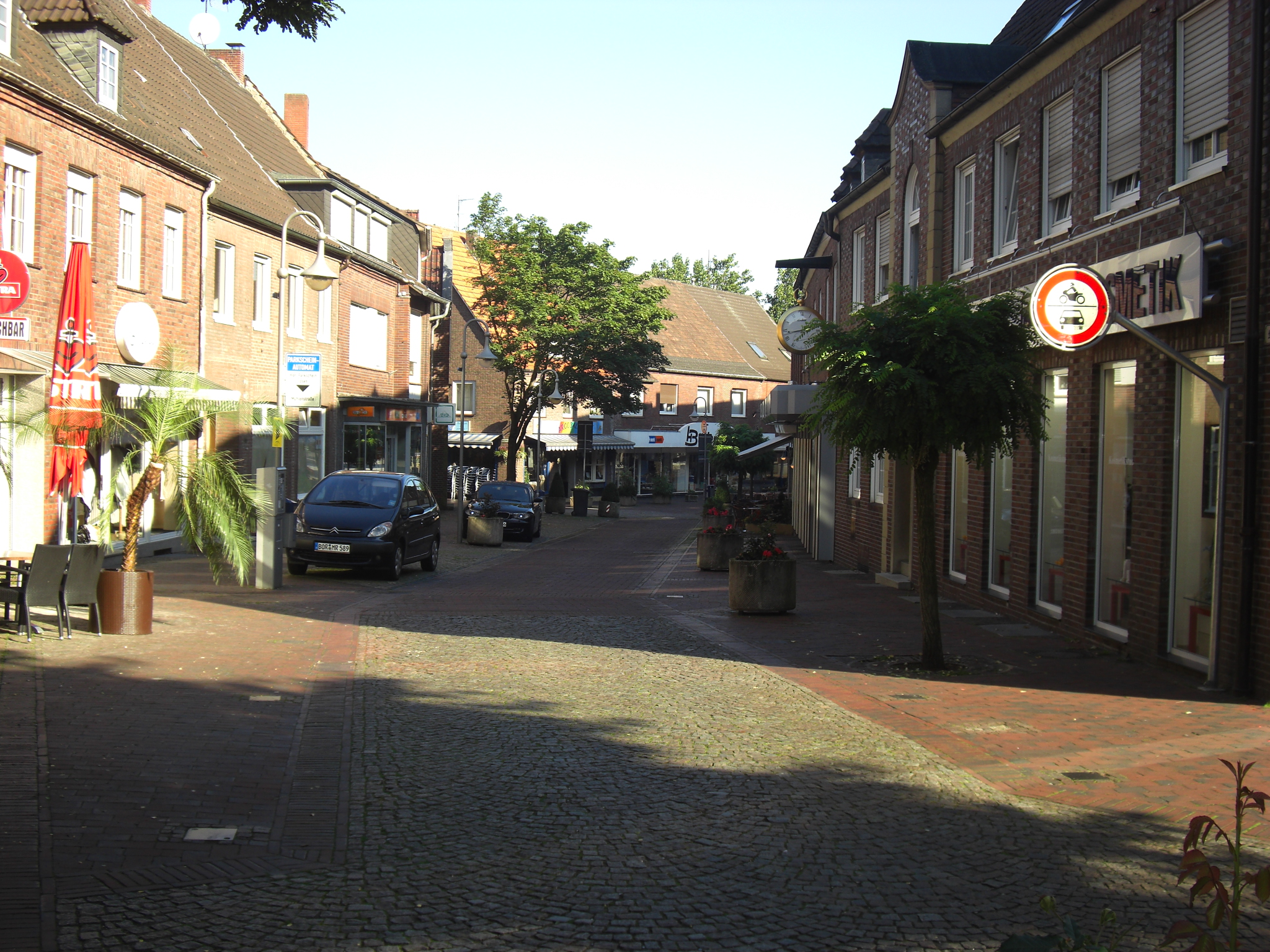
Mühlenstraße
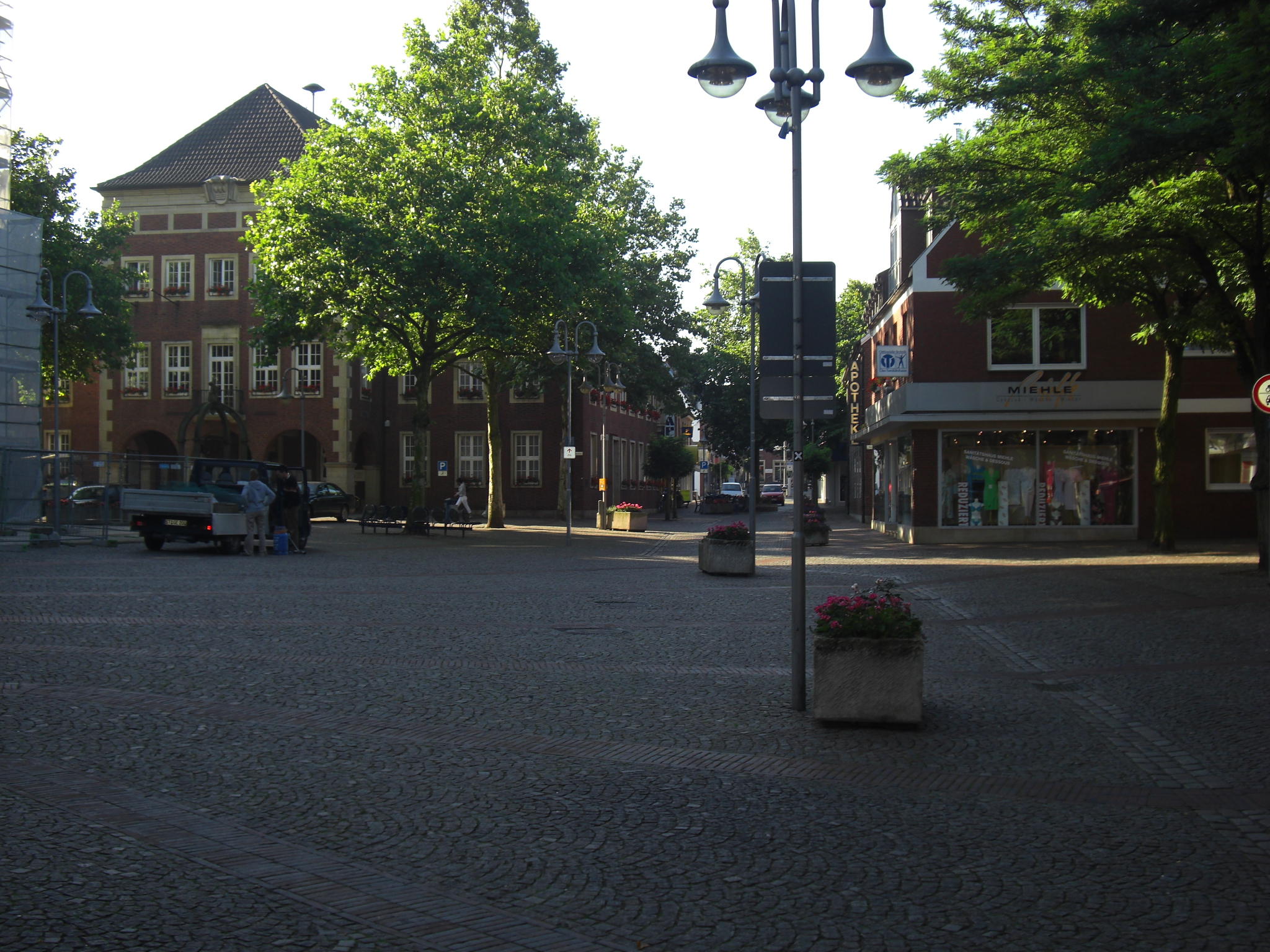
Marktplatz vor der St.-Otger-Kirche

### Nachbargemeinden
Benachbart sind Stadtlohn im Kreis Borken die Gemeinden Südlohn, Vreden, Ahaus, Legden und Gescher.

## Geschichte

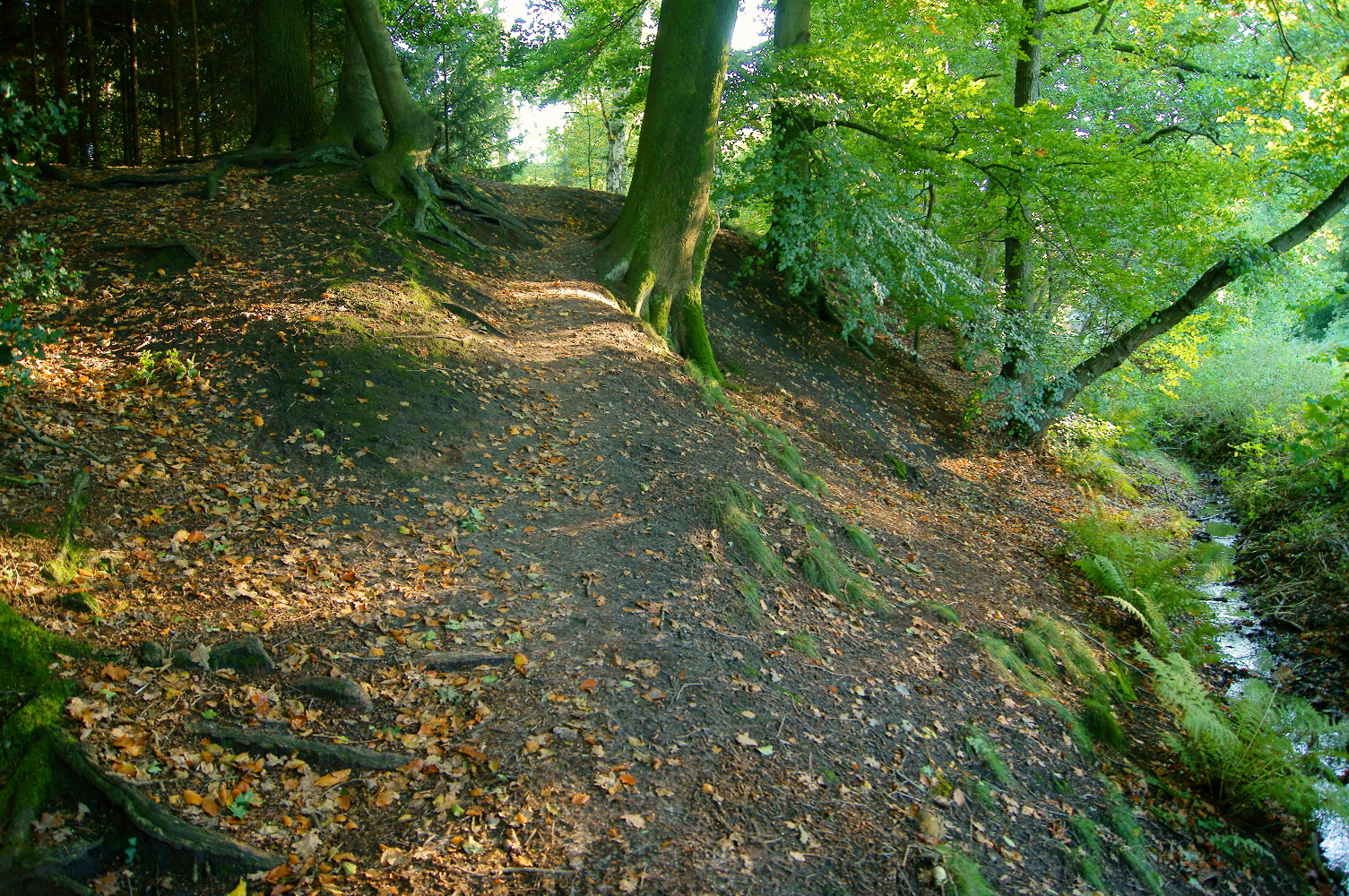
An der Hünenburg im Bockwinkel.

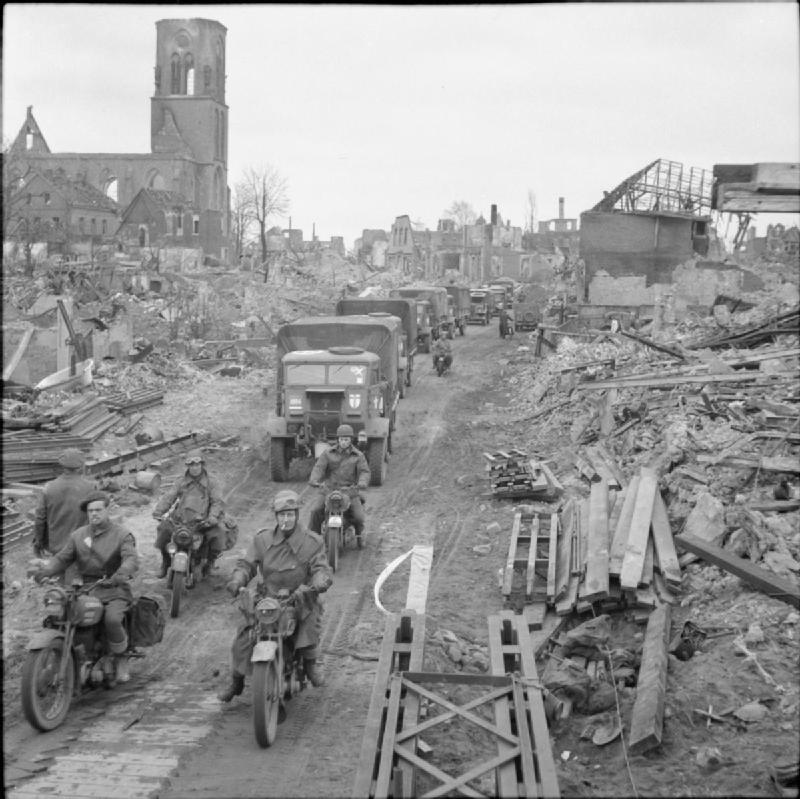
Militärkonvoi der Alliierten durch das kriegszerstörte Stadtlohn, 1. April 1945

Archäologische Funde sowohl in Stadtlohn als auch im geografischen Umfeld deuten auf ein vor- und frühgeschichtliches Siedlungsgebiet hin. Die Hünenburg im sogenannten Bockwinkel mit ihren Wällen und Gräben ist eine vergleichsweise gut erhaltene Wallburg aus der Zeit der Karolinger (8./9. Jahrhundert n. Chr.).
Stadtlohn, damals noch Lohn genannt, war Zentrum eines Höfeverbandes des münsterschen Fürstbischofs. Werner von Steußlingen, der von 1132 bis 1151 Bischof von Münster war, ließ dort zur Sicherung der Bistumsgrenzen zwischen St. Otger und Berkel eine Burg errichten, die er den Lohner Edelherren zum Lehen gab. Im Jahr 1193 wurde Burg Lohn von Hermann II. von Katzenelnbogen (1174–1203), der als erster Fürstbischof des Hochstiftes Münster gilt, aus unbekannten Gründen zerstört. Sie muss jedoch auch nach 1193 in gewissem Umfang weiterbestanden haben, denn sie war noch bis ins 14. Jahrhundert hinein eine Residenz der Grafen von Lohn. Mit der Abpfarrung von Südlohn im Jahr 1231 setzte sich zur Unterscheidung die Bezeichnung Nordlohn für Lohn durch, bis der Flecken – nach der Erhebung zum Wigbold – 1389 erstmals unter der Bezeichnung Stadtlohn urkundlich erwähnt wurde.
Um 1611 verwüstete ein Großbrand die Stadt. Auch hatten kriegerische Auseinandersetzungen des 16. und 17. Jahrhunderts für Stadtlohn und seine Bewohner zum Teil verheerende Folgen. In diesem Zusammenhang ist die Schlacht im Lohner Bruch erwähnenswert. Sie fand am 6. August 1623 statt. Gegner waren der kaiserliche General Tilly, der die Schlacht für sich entschied, und der Herzog Christian von Braunschweig, bekannt auch als der tolle Christian. Sechs Jahre später entschloss sich die Stadtlohner Bürgerschaft, die Stadt aus strategischen Gründen zu verkleinern. Der abgetrennte Siedlungsbereich war fortan die Butenstadt.
Über einen längeren Zeitraum galt Stadtlohn auch als Wallfahrtsort. Die Wallfahrtskapelle am Hilgenberg, 1695 erbaut und 1738 erweitert, legt davon Zeugnis ab.
Bis 1800 prägte der Ackerbau das Leben der Kleinstadt. Meist waren die sogenannten Ackerbürger zugleich Handwerker. Eine besondere Position nahmen seit alters her das Töpfer- und das Leinenweberhandwerk ein. Beide Handwerke – allerdings in industrialisierter Form – sind auch heute noch in Stadtlohn lebendig. Als regionale Besonderheit in Bezug auf das Töpferhandwerk gilt die ehemals zahlreiche Verwendung von Stapelhilfen, den sogenannten Stadtlohner Riemchen, als Bodenbelag.

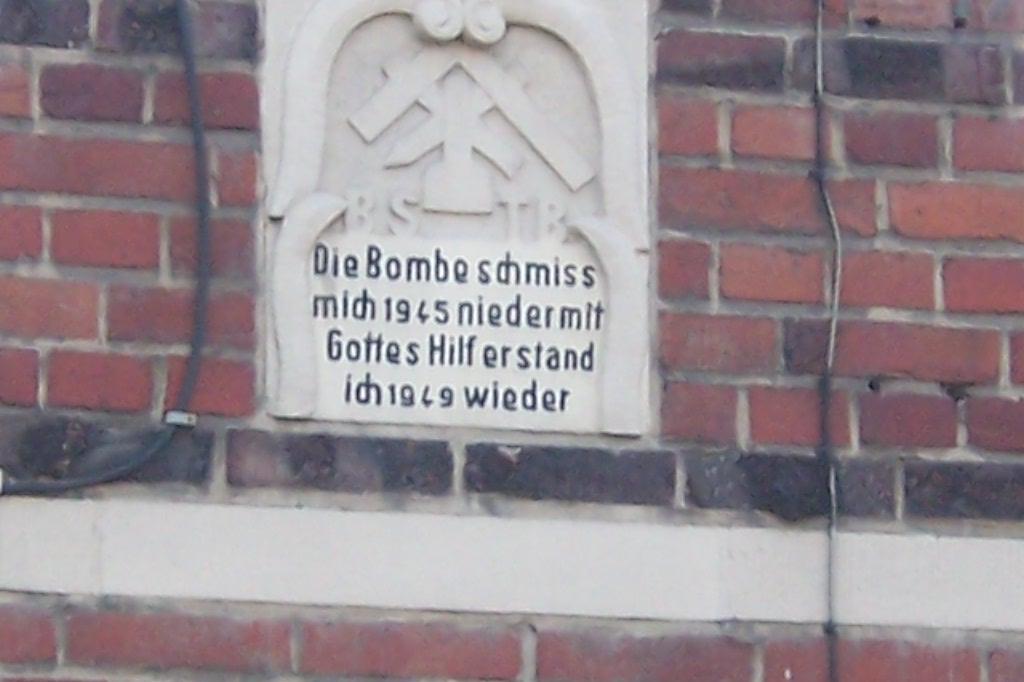
Hausfassade mit Dokument des Wiederaufbaus nach 1945.

Durch Bombenangriffe im März 1945 wurde Stadtlohn fast völlig zerstört. In der Nachkriegszeit wurde die Stadt neu erbaut. Neben der vorhandenen Textilindustrie entstanden Produktionsstätten der Holz- und Metallbranche. Im Entwicklungsplan des Landes Nordrhein-Westfalen gilt Stadtlohn heute als Mittelzentrum für die Versorgung von circa 50.000 Bürgern.
Am 1. August 1964 wurde die Gemeinde Kirchspiel Stadtlohn aus den bisherigen Gemeinden Almsick, Estern-Büren, Hengeler-Wendfeld, Hundewick und Wessendorf neu gebildet. Am 1. Juli 1969 wurde sie durch das Gesetz zur Neugliederung von Gemeinden des Landkreises Ahaus in die Stadt Stadtlohn eingegliedert.

## Einwohnerentwicklung
Die Einwohnerzahlen Stadtlohns stiegen im Zeitraum von 1950 bis 2000 stark an.

## Kirchen und Religionsgemeinschaften

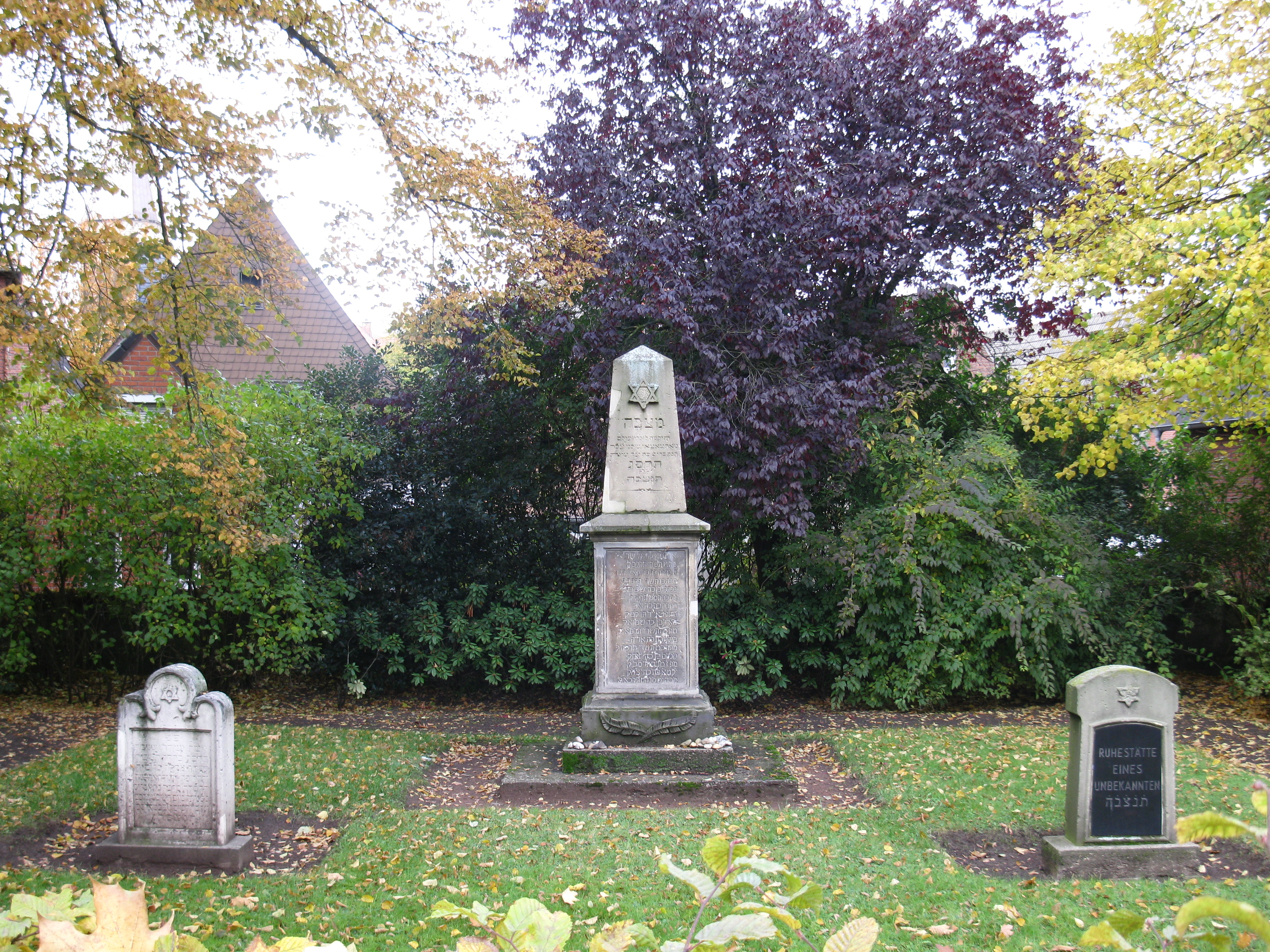
Jüdischer Friedhof

Rund 16.800 Einwohner Stadtlohns gehören der römisch-katholischen Kirche an. Die heutige Pfarrgemeinde St. Otger ist das Ergebnis einer Fusion aus zuvor drei Gemeinden (St. Joseph, St. Karl Borromäus und St. Otger selbst).
Die evangelische Kirchengemeinde entstand um 1900. Zu ihr gehören rund 1500 Stadtlohner; ihr geistliches Zentrum ist die Pauluskirche. Heute ist sie als Pfarrbezirk Stadtlohn Teil der evangelischen Kirchengemeinde Oeding–Stadtlohn–Vreden.
Außerdem ist auch eine Gemeinde der syrisch-orthodoxen Kirche entstanden. Sie zählt etwa 100 Mitglieder.
Inzwischen haben auch weitere Religionsgemeinschaften in Stadtlohn ihre Versammlungsorte – darunter eine islamische Religionsgemeinschaft.
An die frühere jüdische Gemeinde in Stadtlohn, deren Synagoge sich bis zu den Novemberpogromen 1938 in der Hagenstraße befand, erinnert der jüdische Friedhof im Stadtkern.

## Politik
- SPD: 3
- Grüne: 3
- UWG: 11
- FDP: 5
- CDU: 12

### Gemeinderat und Bürgermeister
Die Tabelle zeigt die Sitzverteilung im Rat seit 2009.
|      | CDU | SPD | FDP | GRÜNE | UWG |
| ---- | --- | --- | --- | ----- | --- |
| 2020 | 12  | 3   | 5   | 3     | 11  |
| 2014 | 15  | 5   | 4   | 2     | 8   |
| 2009 | 15  | 5   | 8   | –     | 6   |

Zum Bürgermeister gewählt wurde 2020 Berthold Dittmann (parteilos) als Nachfolger von Helmut Könning (CDU).

### Wappen

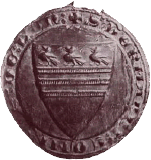
Siegel der Herren von Lohn
Stadtlohner Wappen

Blasonierung: In Silber drei blaue Fadenbalken übereinander, darüber dreimal nebeneinander das bärtige Haupt des Heiligen Paulus.
Stadtlohns Wappen geht zurück auf das Familienwappen der Herren von Lohn. Das Lohner Wappen zeigte einen Schild mit drei Balken und drei nach rechts schreitenden Vögeln im Schildhaupt. 1316 kam die Herrschaft Lohn an den Fürstbischof von Münster. Im ersten Siegel der Stadt aus dem 16. Jahrhundert erscheinen an Stelle der drei Vögel drei Paulusköpfe. Paulus war der Patron des Stiftes Münster. Die Dreizahl der Köpfe erklärt sich einmal aus der Zahl der Vögel und soll zum anderen daran erinnern, dass sich der Legende nach das Haupt des Heiligen Paulus nach der Enthauptung dreimal vom Boden erhoben haben soll. Die erste Darstellung des Wappens ist auf einem Siegelabdruck der Grafen von Lohn (aus dem Jahr 1289) zu sehen.

### Städtepartnerschaften
Stadtlohn unterhält Partnerschaften mit Weerselo (Gemeinde Dinkelland), Niederlande (seit 1973), San Vito al Tagliamento, Italien (seit 1983) und Altlandsberg.
Weerselo liegt im nordöstlichen Teil der Region Twente etwa 60 Kilometer nördlich von Stadtlohn. Im Zuge einer Kommunalgebietsreform wurde die Gemeinde Weerselo im Jahr 2001 Teil der Gemeinde Dinkelland mit derzeit rund 26.000 Einwohnern. San Vito liegt in Norditalien, ungefähr 70 Kilometer von Venedig entfernt und hat ca. 13.000 Einwohner. Seit 2010 führt das Jugendwerk Stadtlohn e. V. eine Jugendbegegnung in San Vito durch. Jeden Sommer bricht eine Delegation Jugendlicher auf und trifft sich in San Vito mit italienischen Jugendlichen.
Nach dem Fall der Mauer fand ein reger Austausch zwischen der Stadt Altlandsberg und Stadtlohn statt, aus dem eine Städtefreundschaft entstand. Altlandsberg liegt östlich von Berlin in Brandenburg und hat etwa 8750 Einwohner.

## Kultur und Sehenswürdigkeiten
Stadtlohn verfügt über eine Reihe von Sehenswürdigkeiten und kulturellen Angeboten.

### Sakralbauten
Die St.-Otger-Kirche ist aus Baumberger Sandstein errichtet. Erste schriftliche Dokumente, in denen die Kirche Erwähnung findet, entstammen dem 12. Jahrhundert. Im Innern der Kirche tragen Säulenbögen die Last des Daches und des Turms. Durch Feuersbrünste und Kriegseinwirkungen wurde das Sakralgebäude mehrfach zerstört, aber immer wieder aufgebaut. Das Patrozinium über die Kirche hat der heilige Otger.
Die St.-Joseph-Kirche geht auf einen Entwurf des Stadtlohner Architekten Heinrich Frericks zurück. Die Grundsteinlegung fand am 1. Mai 1961 statt, die Weihe erfolgte am 13. Januar 1963. Wie viele Kirchen aus den 1960er und 1970er Jahren ist sie relativ schlicht. Bevorzugte Baumaterialien sind Backstein und Beton. Der Turm der Kirche steht einige Meter vom Kirchenschiff entfernt.
Die St.-Karl-Borromäus-Kirche im Stadtteil Büren wurde 1914 errichtet, um Büren kirchlich zu versorgen.
Die Hilgenbergkapelle wurde 1695 errichtet und war bis 1886 ein bedeutsames Wallfahrtsziel des Münsterlandes. Die Weihe der St.-Laurentius-Kapelle auf Haus Hengelborg im Ortsteil Estern erfolgte 1717. Sehenswert sind auch die zum Krankenhaus gehörige Kapelle sowie die in den 1950er Jahren erbaute Pauluskirche der evangelischen Kirchengemeinde.

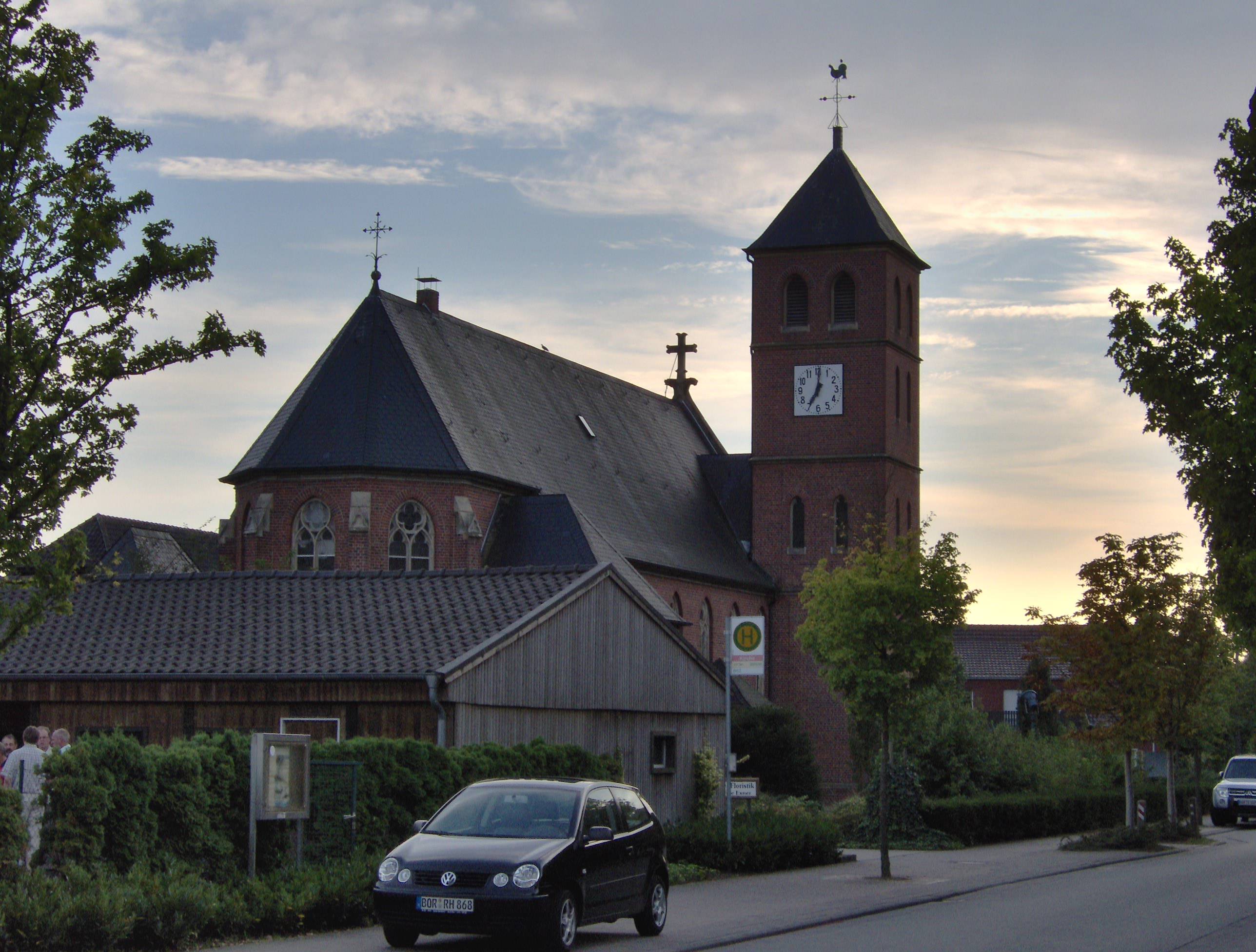
St.-Karl-Borromäus-Kirche im Ortsteil Büren
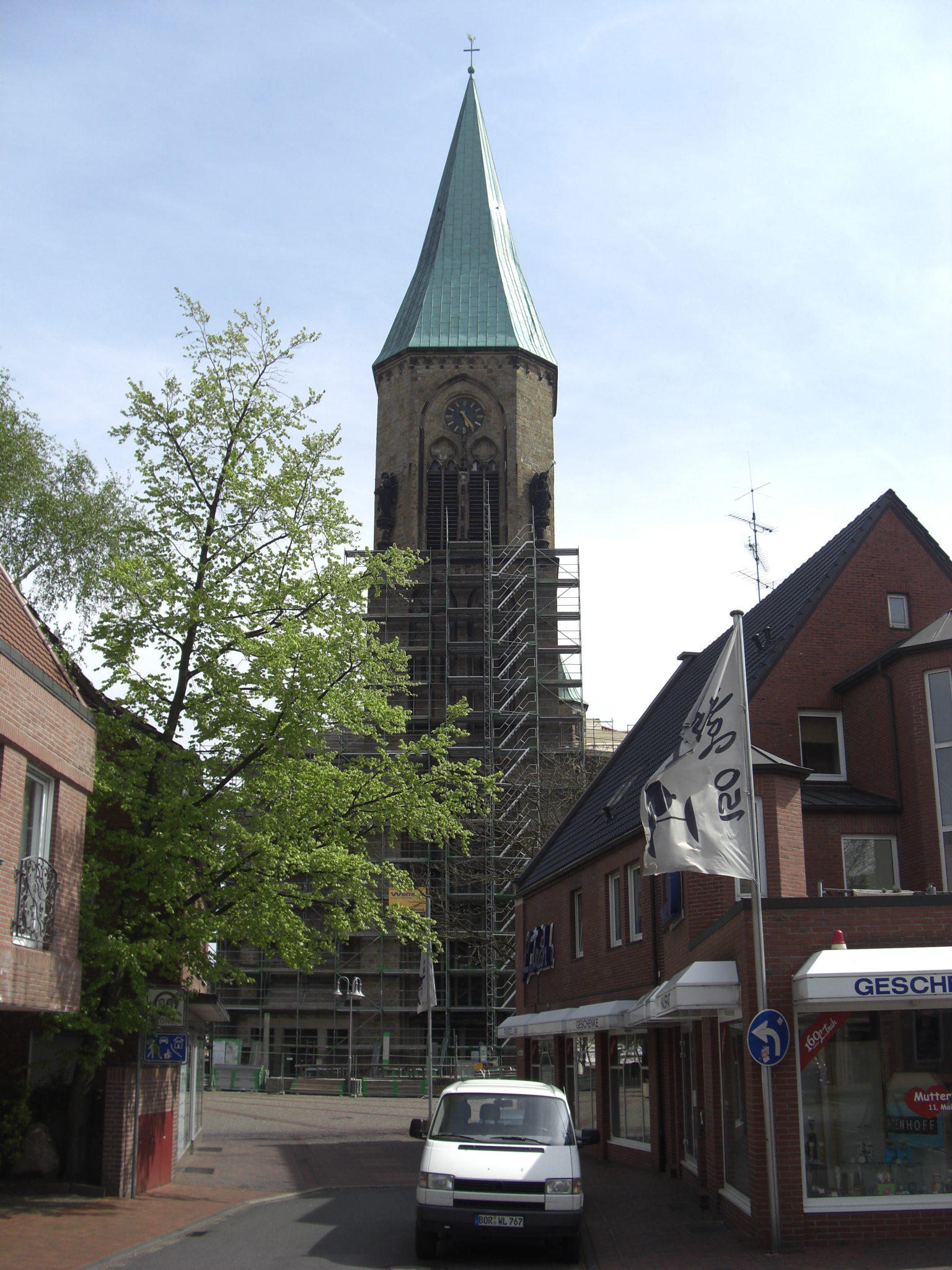
St.-Otger-Kirche in Stadtlohn
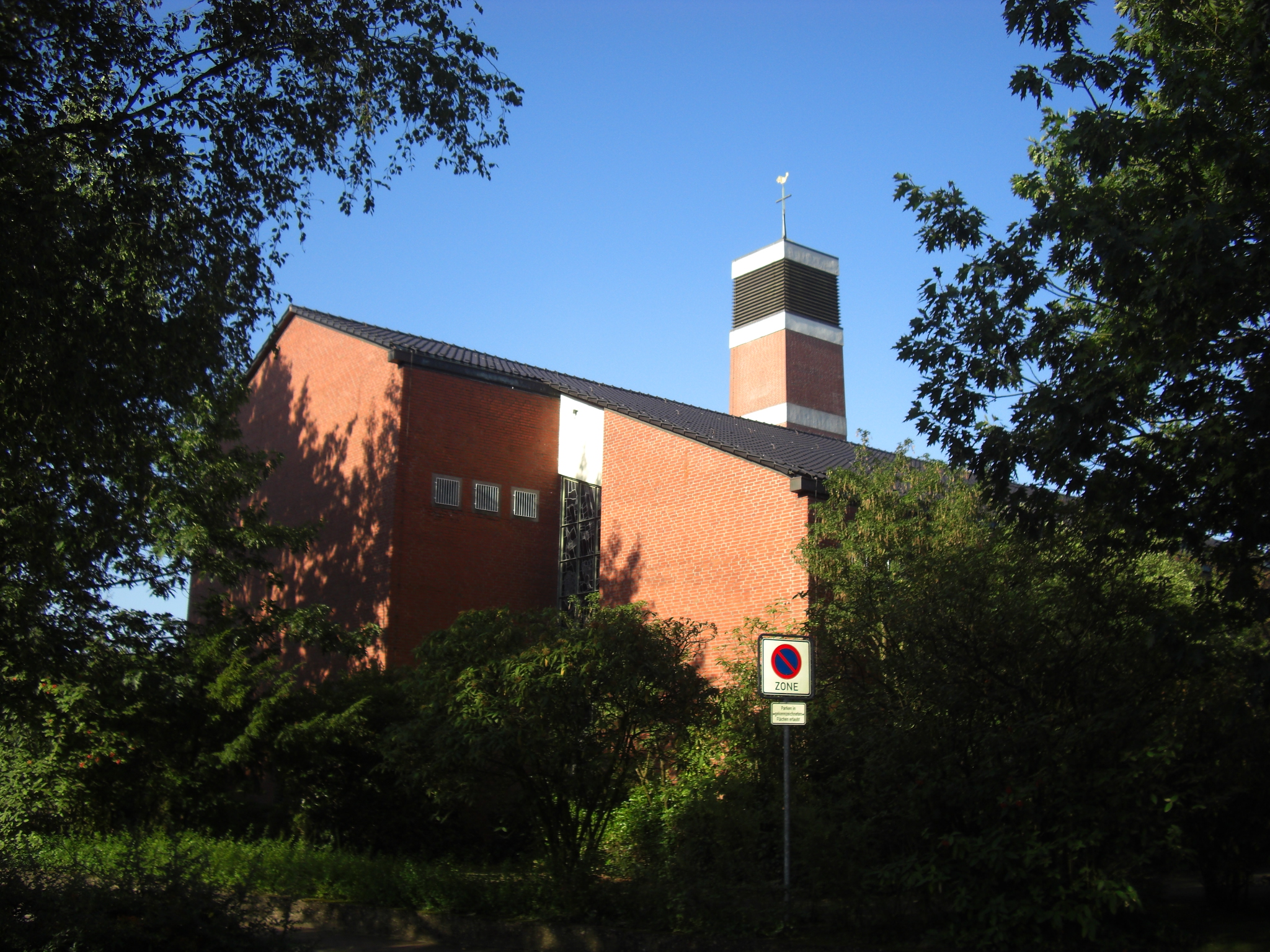
St.-Josef-Kirche in Stadtlohn
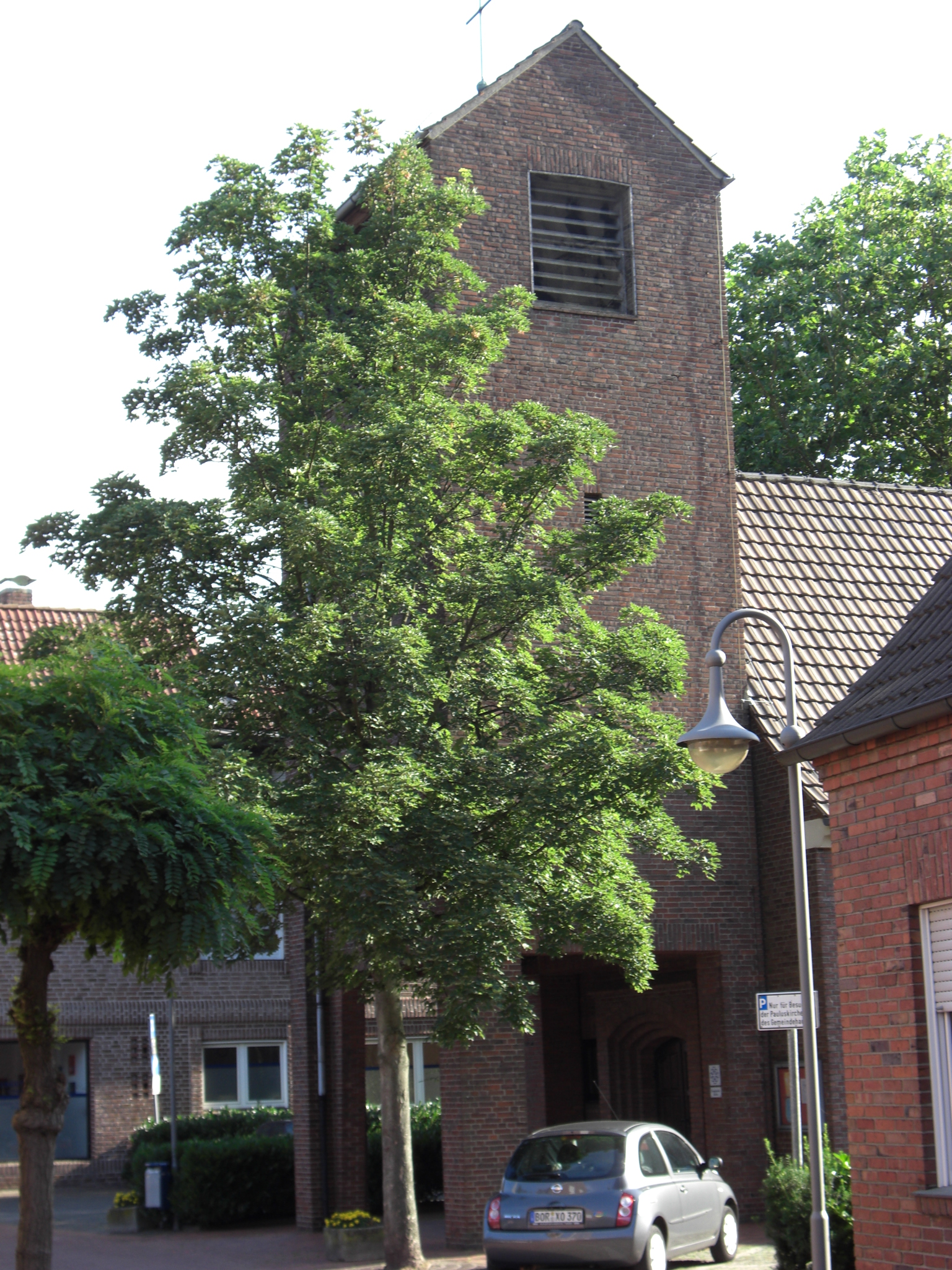
Evangelische Kirche in Stadtlohn
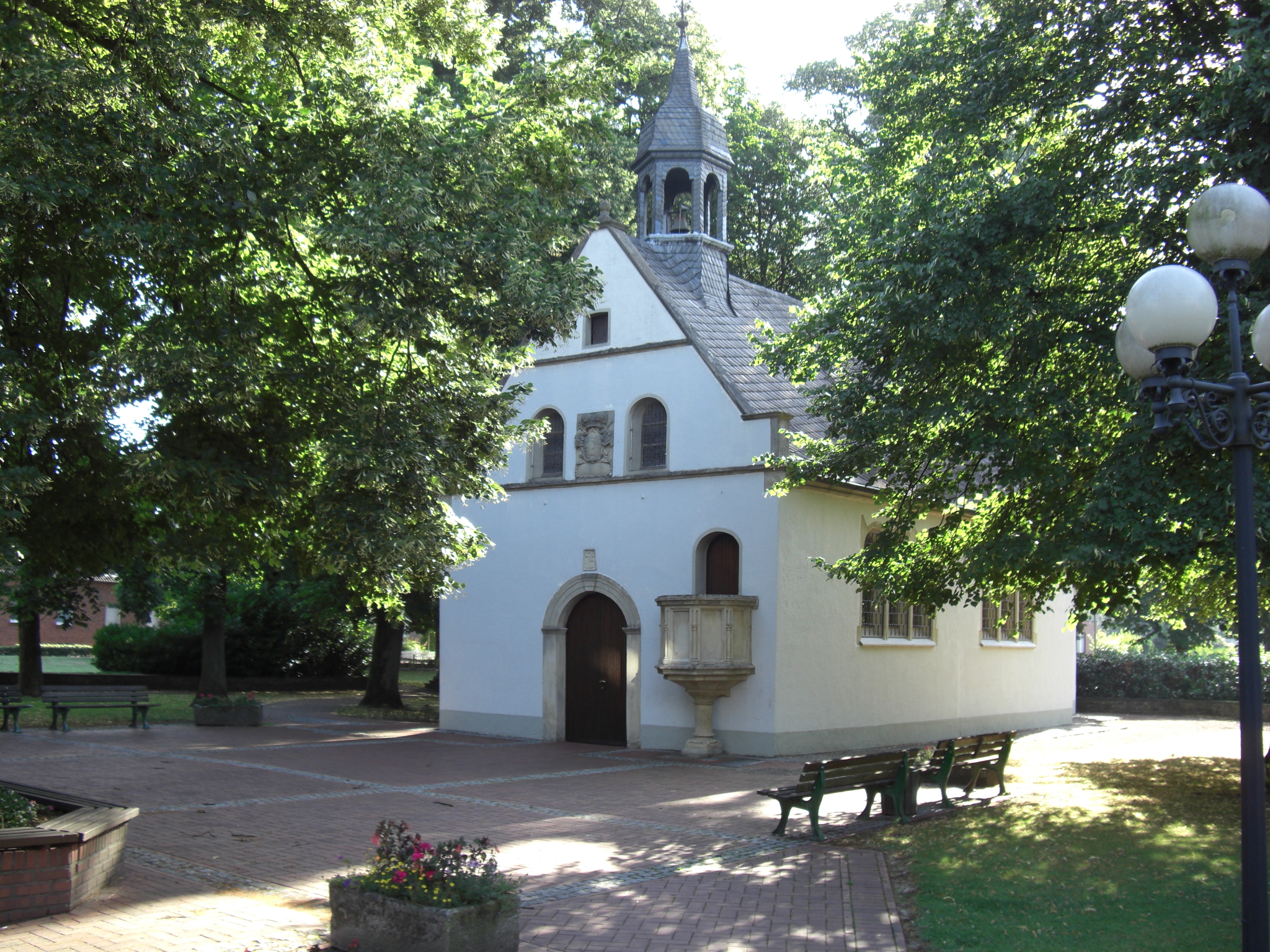
Hilgenbergkapelle (Wallfahrtskapelle)
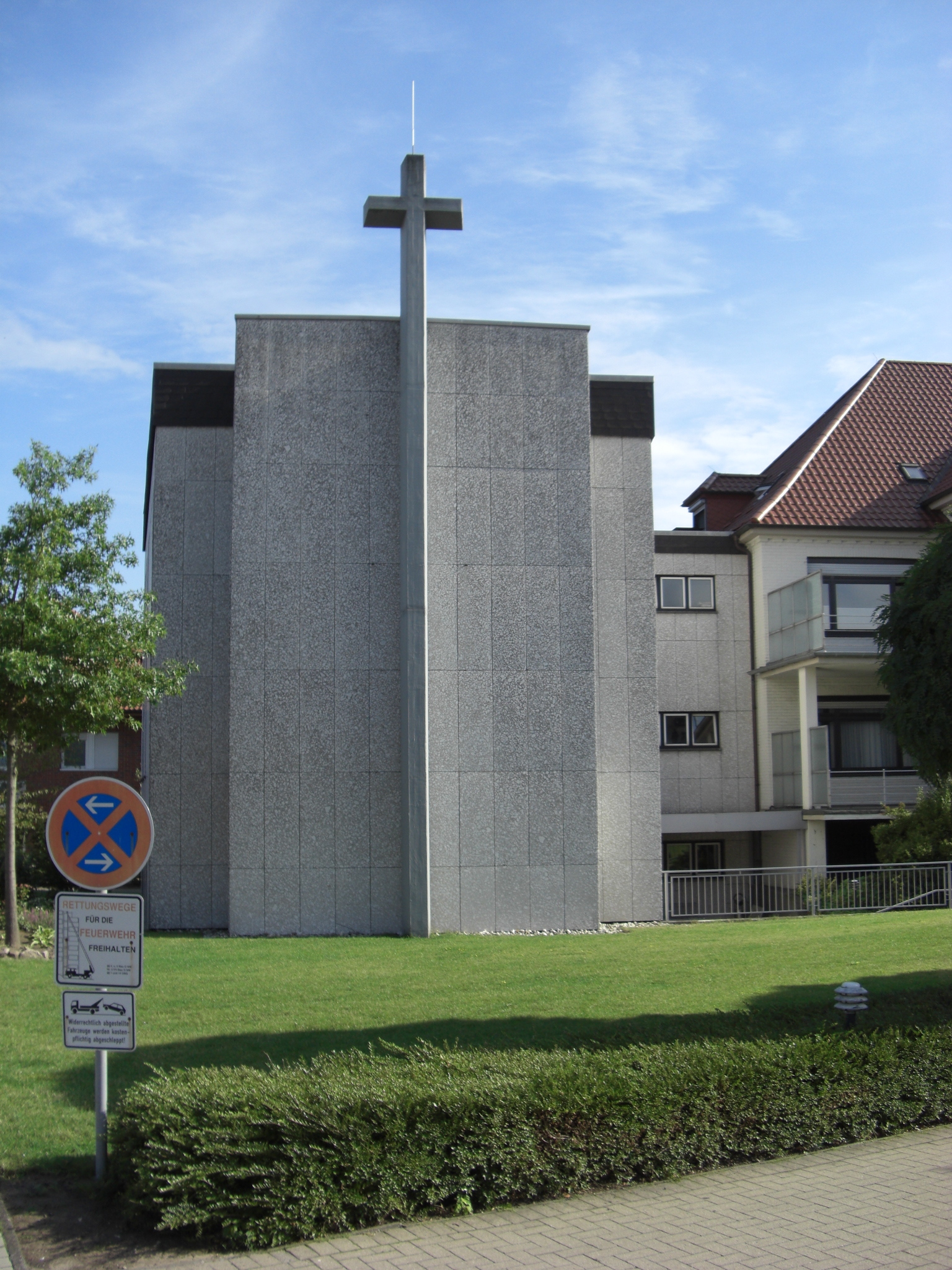
Krankenhauskapelle

### Profanbauten
Das Haus Hakenfort ist das älteste nicht sakrale Gebäude Stadtlohns. Es wurde 1808 im Stil des Frühklassizismus für den Medizinalrat Josef Vogtt erbaut. Seit 1983 steht es unter Denkmalschutz. 1989 erwarb es die Stadt Stadtlohn und ließ es restaurieren. Seit 1992 wird es als Ausstellungsraum und Konzertsaal genutzt, zudem ist dort die Touristeninformation untergebracht.
Der von weither sichtbare alte Wasserturm Stadtlohn wurde vor dem Zweiten Weltkrieg erbaut und dient heute als Wohnhaus.
Weitere öffentliche Gebäude sind die Stadthalle mit einem Platzangebot für 700 bis 1000 Besucher und das 1953 erbaute Rathaus.

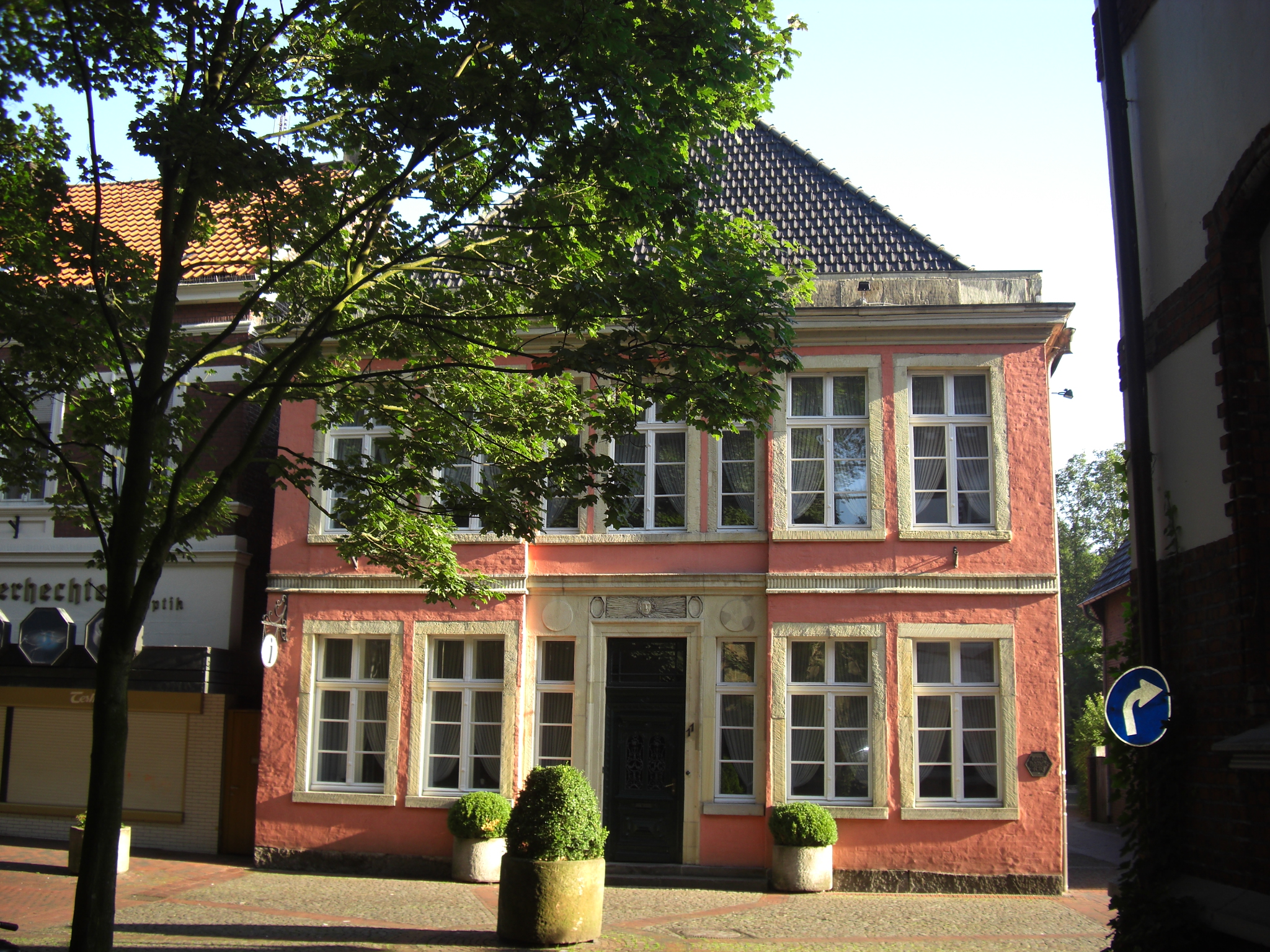
Ältestes Profangebäude in Stadtlohn
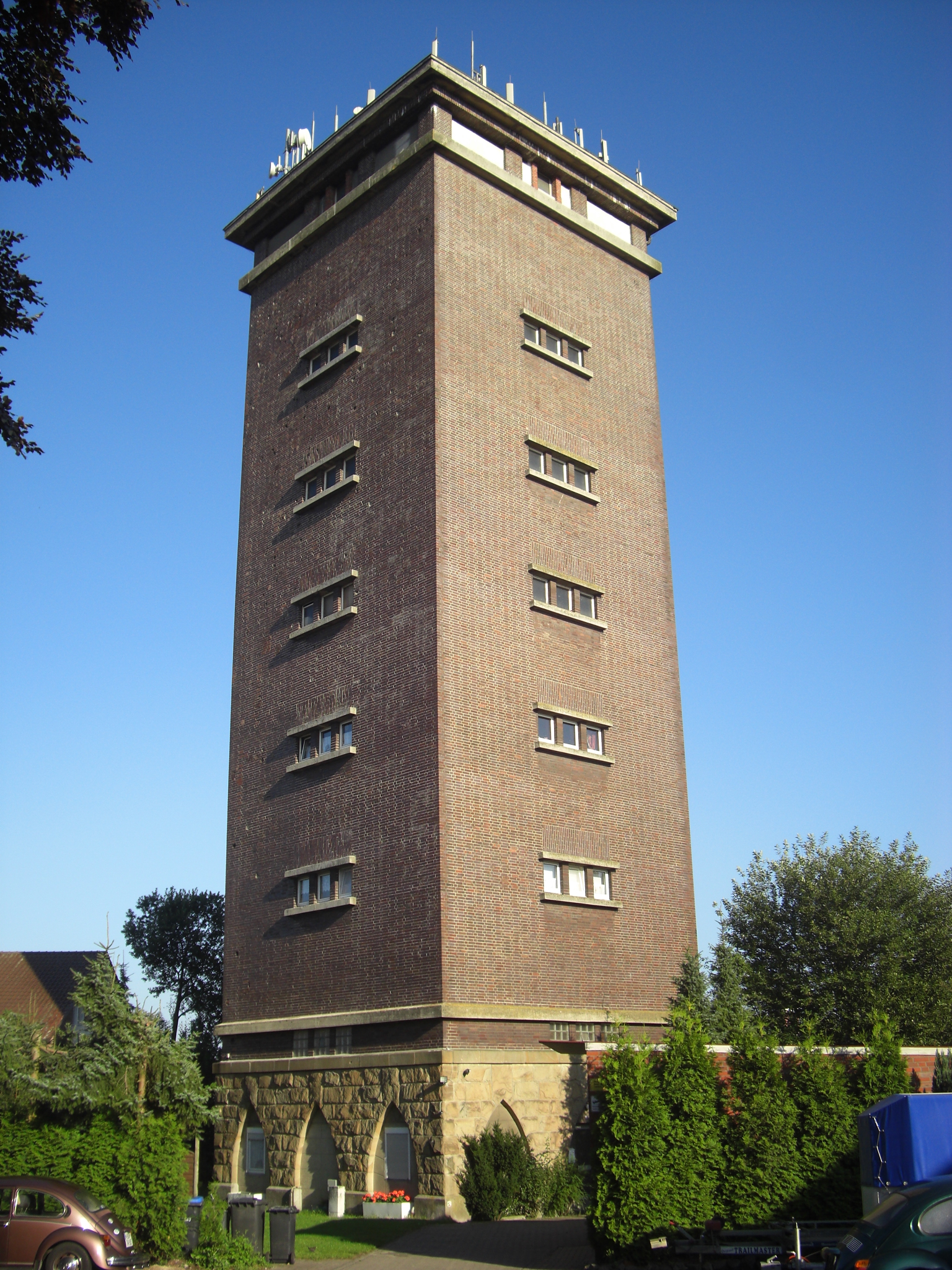
Alter Wasserturm
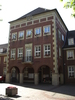
Rathaus

### Bodendenkmäler
- Im Bockwinkel, etwa drei Kilometer vom Stadtzentrum entfernt, liegt die Hünenburg, eine karolingische Ringwallanlage. Sie wurde um 775 erbaut und war von strategischer Bedeutung für die Wegekontrolle von der IJssel bis ins Münsterland.
- In der Bauerschaft Almsick existiert ferner ein Turmhügel, von dem angenommen wird, dass er aus dem Hochmittelalter stammt.[10]

### Museen
- Eisenbahnmuseum Stadtlohn
- Siku-Museum

### Musik
In Stadtlohn wirken eine ganze Reihe von Musikkapellen und Spielmannszügen, darunter die Stadtlohner Husarenkapelle 1898 e. V., die Stadtlohner Musikkapelle Wiesentaler – 1900 e. V., der Spielmannszug der Karnevalsgesellschaft „Üm Bütt un Pütt“ sowie der Fanfarenzug der Stadtgarde der Karnevalsgesellschaft „Üm Bütt un Pütt“ und die Drumpets e. V. Unter den anderen Musikgruppen und Bands nimmt die Stadtlohner Rockinitiative (STaR) eine besondere Rolle ein. Der Männerchor Stadtlohn 1922 e. V. gehört zu den Kulturträgern der Stadt. Eine Chorgruppe besteht unter dem Namen OHRwürmer Stadtlohn. Liebhaber der klassischen Musik finden bei der Konzertreihe Stadtlohn Klassik ein entsprechendes Angebot. Im Hochsommer werden auf dem Marktplatz vor der St.-Otger-Kirche „Open-air“-Opern aufgeführt, bevorzugt Werke von Verdi und Mozart.
Der musikalische Nachwuchs wird in der Stadtlohner Musikschule und im Rahmen des Konzeptes der Stadtlohner Musikkapelle Wiesentaler ausgebildet.

### Sport
Der Sport hat in Stadtlohn einen hohen Stellenwert. In über 25 Sportvereinen sind rund 10.000 Mitglieder organisiert, davon ca. 3000–4000 Jugendliche und über 200 Übungsleiter. Stadtlohn besitzt zwei große Vereine für den Breitensport: DJK Eintracht und SuS Stadtlohn. Verschiedene kleinere Vereine sind auf einzelne Sportarten spezialisiert (zum Beispiel: Sportschützen, TG Almsick etc.). Sportlern und Sportinteressenten stehen u. a. elf Vereins- und öffentliche Tennisplätze, neun Fußballplätze, zwei Dreifachsporthallen, sieben Schulsporthallen, zwei Schießsportanlagen, ein Judo-Zentrum und sogar ein Motor-, Segelflug- und Fallschirmlandeplatz zur Verfügung. Als Einrichtung für Radsportler gibt es ferner ein Trialaußengelände.
Zusätzlich gibt es in Stadtlohn noch ein öffentliches Hallenbad und ein Freibad für den Schwimmsport, welches von der DLRG-Ortsgruppe Stadtlohn und dem SuS Stadtlohn auch für den Vereinssport genutzt wird.

### Regelmäßige Veranstaltungen
- Schützenfeste

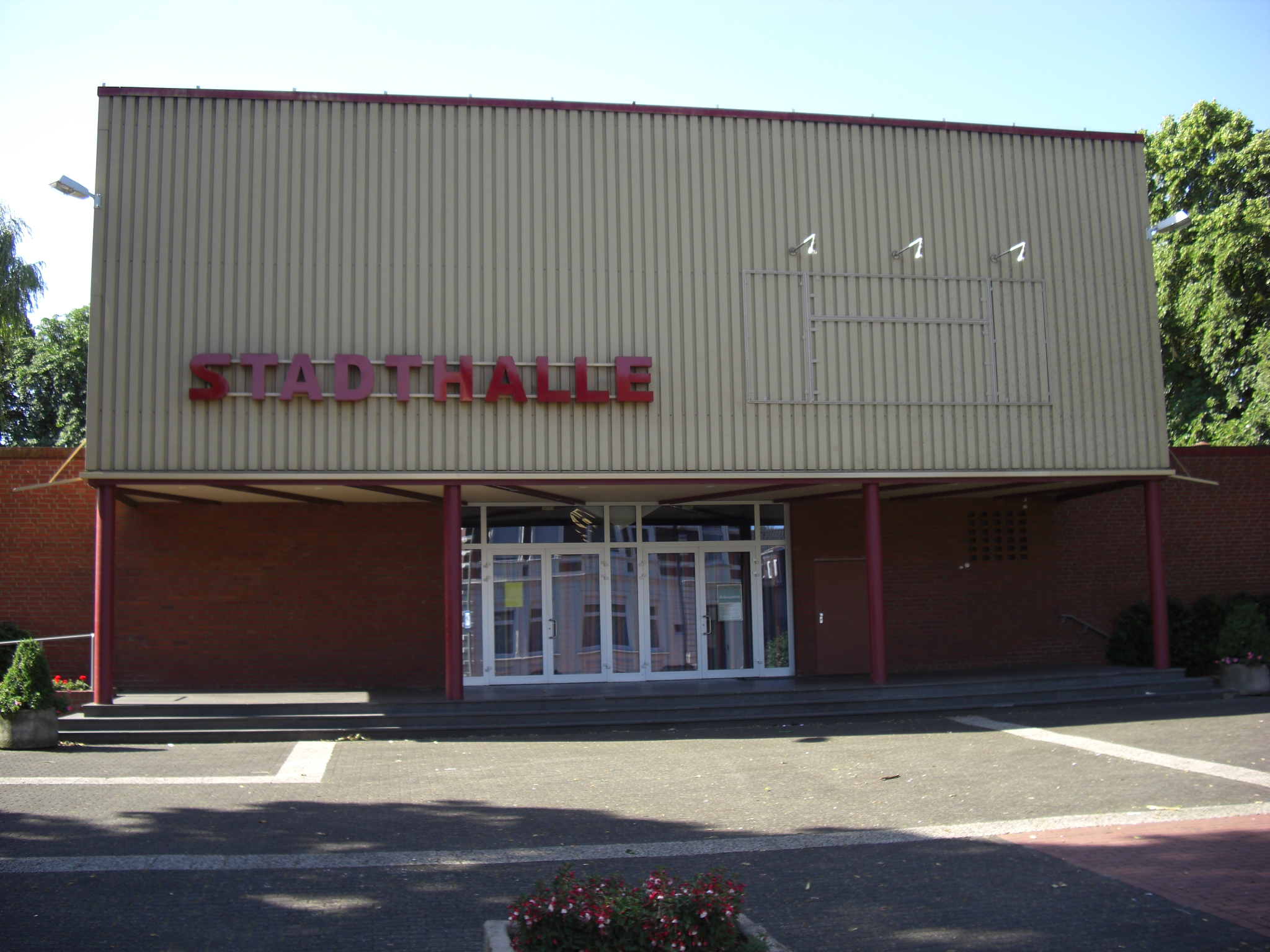
Stadthalle und Veranstaltungshalle der Stadt Stadtlohn

  - in der Stadt: Bürgerschützenverein Stadtlohn 1482 e. V., St.-Georgius-Schützengilde, Bürgerschützenverein „ehemalige Wessendorfer“ St. Otgerus Schützengilde Stadtlohn e. V.
  - Bauerschaften und Kirchspiel: Schützenvereine Hundewick, Hengeler, Wessendorf, Wessendorf-Breul, Estern, Büren, Almsick, Wendfeld
- Karneval: Büttabende sowie Straßen- und Kneipenkarneval von Altweiber bis zum Karnevals-Dienstag mit Festumzug am Rosenmontag. Karnevalsruf: „De un da“, abgeleitet vom Plattdeutschen: De unwiesen Daage (Die närrischen Tage).
- Stadtlohn blüht: verkaufsoffenes zweites Wochenende im März mit Schwerpunktthemen Garten, Auto und Frühjahr.
- Stadtlohner Frühling: Kindertrödelmarkt in der Innenstadt und verkaufsoffenes Wochenende jeweils am dritten Wochenende im April.
- Citylauf: jeweils am Freitag vor dem Stadtlohner Frühling
- Stadtlohner Tennisturnier: von Donnerstag vor Pfingsten bis Pfingstmontag
- Internationales Nachtuhlen-Radrennen: mit vielen bekannten Amateurfahrern, jeweils am Freitag vor dem Kirmeswochenende.
- Stadtlohner Wallfahrtstag: jeweils am ersten Sonntag im Juli nach dem Fest Mariä Heimsuchung zur Hilgenbergkapelle.
- Stadtlohner Kirmes: jeweils am ersten Wochenende im Juli (Samstag bis Montag; am Montag mit Krammarkt)
- Stadtlohner Reitertage: erstes Wochenende im August
- Dodgeball Beach-Cup: jeweils am zweiten Wochenende im August – das größte Dodgeball-Event der Welt
- Stadtlohner Herbst: Verkaufsoffener Samstag und Sonntag. Termin ist das dritte Wochenende im September.
- Kiepenkerl-Sonntag: Treffen der Kiepenkerle aus der Region, jeweils am dritten Wochenende im Oktober mit verkaufsoffenem Samstag und Sonntag. Zudem Darstellung alter Handwerkskunst und -leistungen sowie alter Brauchtumspflege.
- Weihnachtsmarkt: jeweils in der dritten Adventswoche
- Silvesterlauf: am Silvestervormittag mit Schülerstrecken von 1200 und 2400 Meter und Hauptstrecken von 8 km und 15 km

### Podcast
Als eine der ersten Kommunen überhaupt, brachte die Stadt Stadtlohn im Herbst 2021 ein eigenes Podcast-Format heraus. Mit dem sogenannten „Püttcast“ informiert die Stadt Stadtlohn in regelmäßigen Abständen über wichtige Themen und möchte für mehr Transparenz sorgen. Der Püttcast war 2022 für den Deutschen Podcast Preis nominiert.

## Wirtschaft und Infrastruktur

### Ansässige Unternehmen

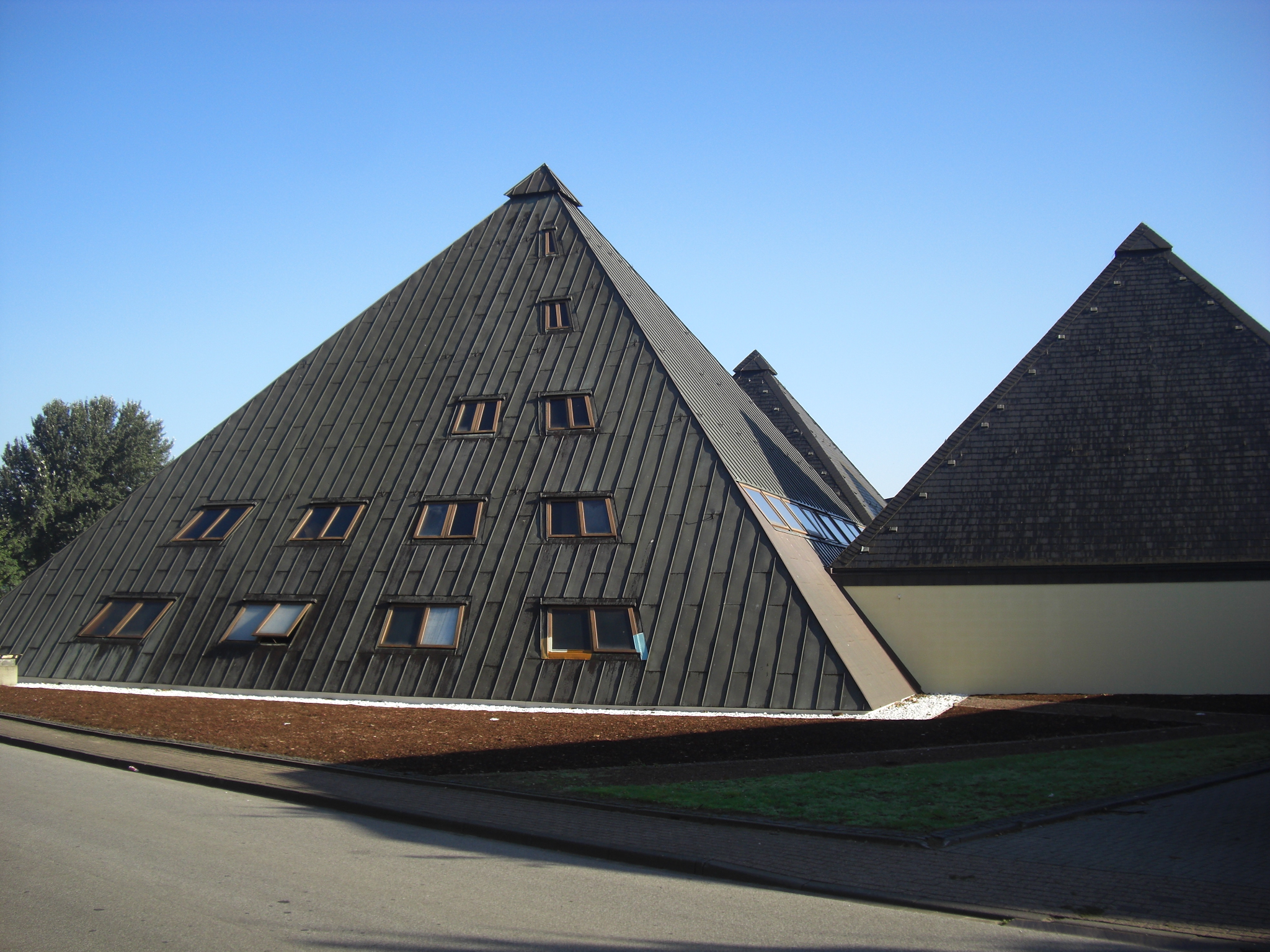
Ein besonderes Industriegebäude der Firma Pongs in Stadtlohn

- Holzbearbeitungsbetriebe, z. B.: Hülsta
- Textilverarbeitungsbetriebe, z. B.: H. Hecking Söhne
- Landwirtschaftliche Geräte und Fahrzeugbau, z. B.: Kemper, Dücker, Deitmer Maschinenbau
- Metallbau/Fertigung, z. B.: Lichtgitter, Ferro Umformtechnik GmbH & Co. KG, Günther Wensing GmbH & Co. KG, Sicking
- Medienunternehmen, z. B.: RFS MediaGroup
- viele Klein- und Mittelbetriebe verschiedener Branchen

Stadtlohn verfügt über drei größere Industriegebiete. Das erste Industriegebiet befindet sich im östlichen Teil der Stadt, entlang der L 608. Ein weiteres Industrieareal liegt im südwestlichen Stadtlohn, zwischen L 572 und Westfalenring (Umgehungsstraße). Das dritte und größte Industriegebiet liegt im Westen der Stadt zwischen der K 20 und der L 572.
Die Sparkasse Stadtlohn wurde mit Wirkung vom 1. Januar 2011 in die Sparkasse Westmünsterland eingegliedert.

### Verkehr

#### Straßenverkehr
Zum 1. Januar 2010 wurde die Bundesstraße 70 im Bereich Stadtlohn zur Landesstraße 572 herabgestuft, während der Verlauf der vorherigen L 572 seither als „neue“ Bundesstraße 70 geführt wird. Letztere führt im Außenbereich kurz über Stadtlohner Gebiet. Weiterhin verlaufen die Landesstraße 608 und mehrere Kreisstraßen durch Stadtlohn. Die nächste Autobahn, die A 31, ist etwa 10 km entfernt.

#### Fahrradverkehr
Stadtlohn ist an folgende regionale und überregionale Radrouten angeschlossen: an den Europaradweg R1 (von Frankreich nach Russland u. a. über Vreden, Münster, Höxter und Berlin), an die Flamingoroute, an die Berkeleroute und an die agri-cultura-Route.

#### Flugverkehr

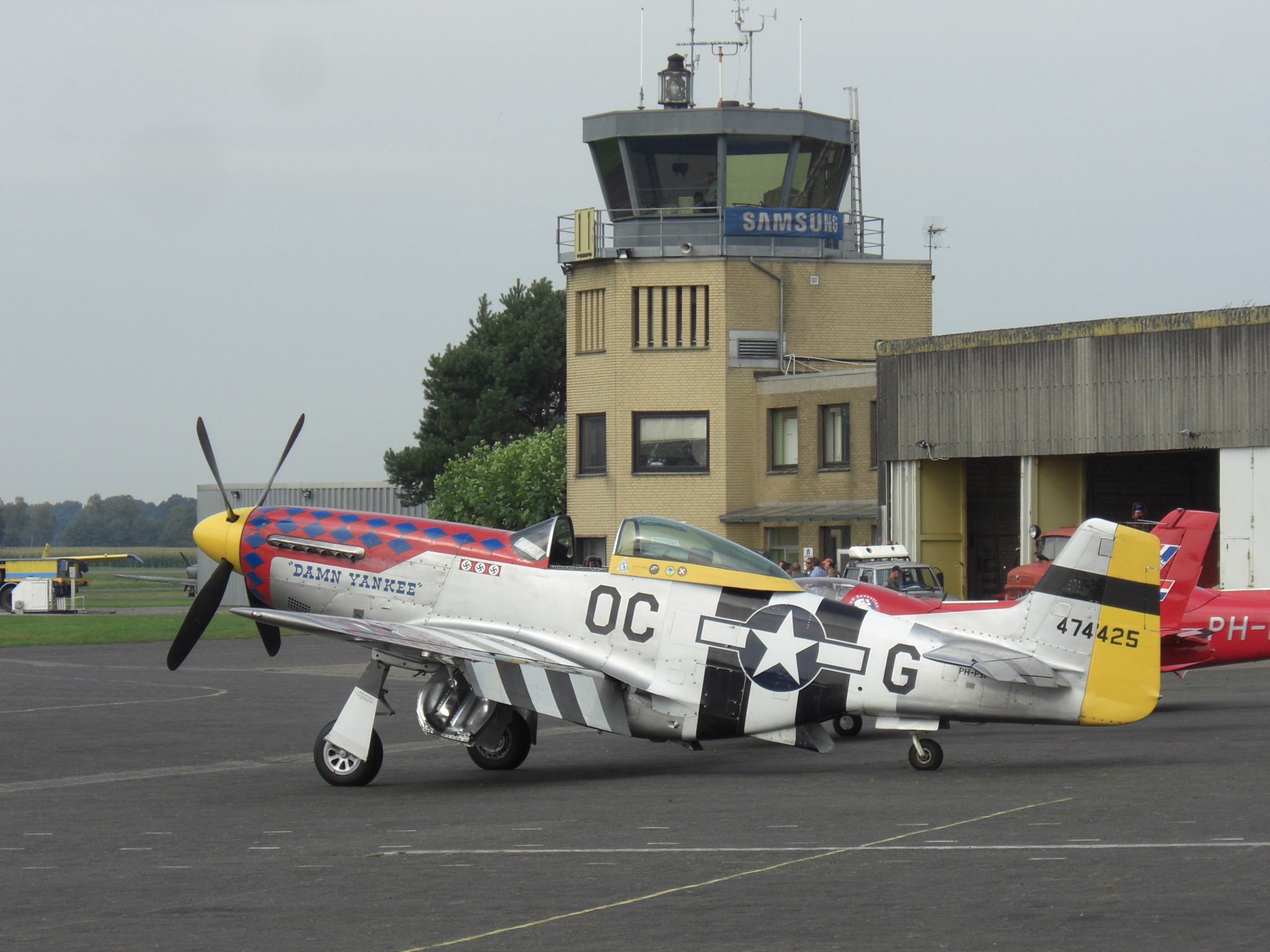
Flugplatz Stadtlohn-Vreden

An der Stadtgrenze zu Vreden liegt der Flugplatz Stadtlohn-Vreden, der als Verkehrslandeplatz klassifiziert ist. Der Flugplatz wird für gewerblichen und nichtgewerblichen Motorflug sowie Segelflug genutzt. Die Länge der Start- und Landebahn beträgt 1200 Meter bei einer Breite von 30 Metern.
Die nächsten Flughäfen sind der Flughafen Düsseldorf und der Flughafen Münster/Osnabrück, beide etwa eine Stunde Fahrzeit von Stadtlohn entfernt.

#### Eisenbahnverkehr

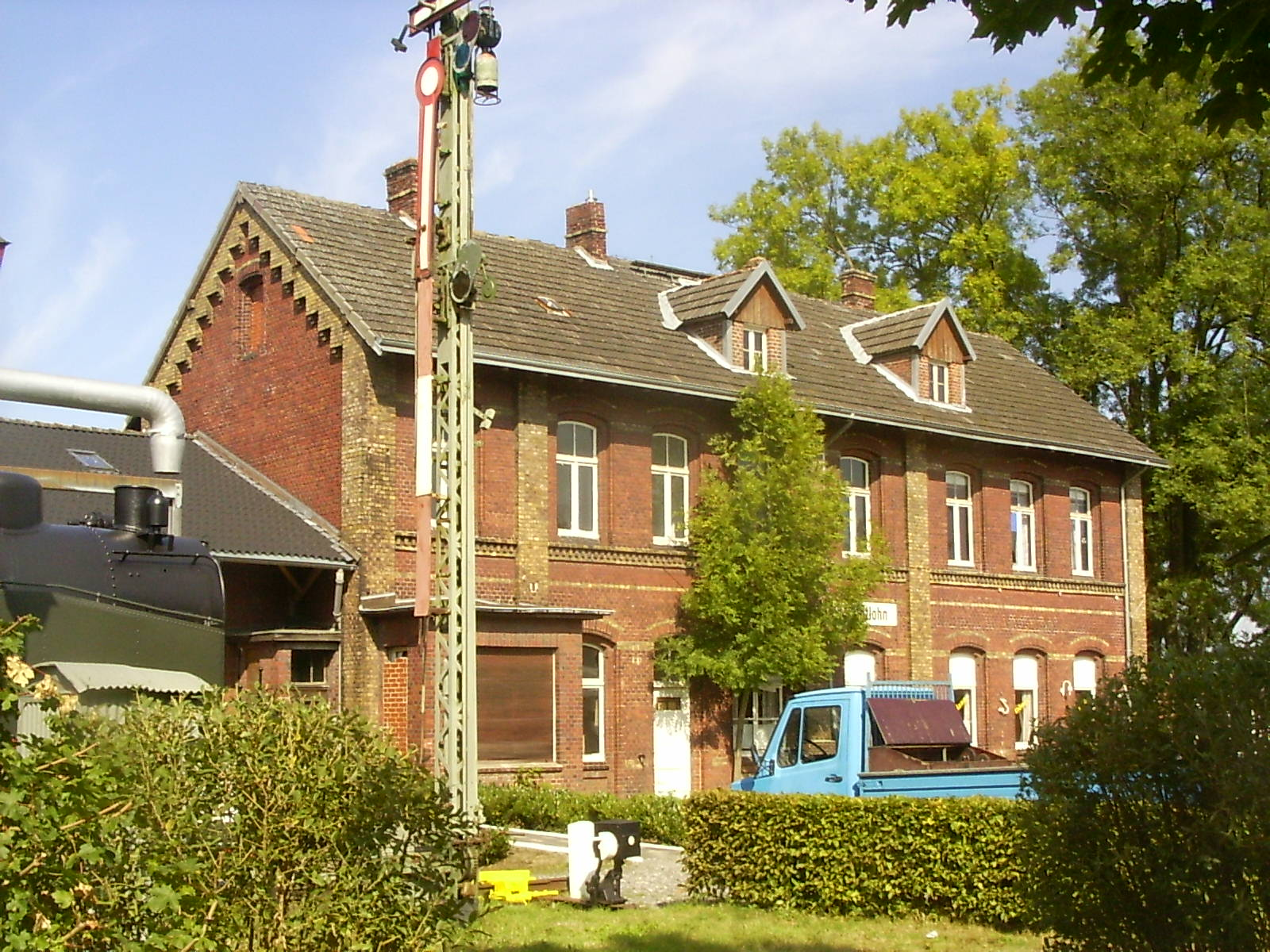
Ehem. Bahnhof Stadtlohn

Die Bahnstrecke Borken–Burgsteinfurt, welche die Westfälische Landes-Eisenbahn GmbH (WLE) betrieb, führte ab 1902 durch Stadtlohn. Von ihr zweigte die 9,2 km lange Stichstrecke nach Vreden ab. Hier befanden sich die Haltepunkte Stadtlohn-Wenningfeld und Stadtlohn-Wessendorf.
Der regelmäßige Personenverkehr zwischen Stadtlohn und Vreden wurde bereits am 31. Mai 1958 beendet. Vereinzelt kam es zu Sonderzügen der Vredener Schulen in Skiferien. In Folge der einsetzenden Massenmotorisierung, veränderter verkehrspolitischer Prioritäten und ausgedünnter Fahrpläne wurde der Personenverkehr schließlich vollständig am 30. September 1975 und der Güterverkehr am 31. Januar 1988 eingestellt, gefolgt von der sofortigen und vollständigen Demontage der Gleisanlagen. Seit Februar 2021 wird über eine Reaktivierung der Bahnstrecke zum Zweck eines leistungsfähigeren ÖPNV diskutiert.

#### Busverkehr
Regionalbusse fahren im Stundentakt nach Coesfeld und Vreden sowie im Halbstundentakt nach Borken(Westf.) über Südlohn und nach Ahaus, stündlich weiter bis Gronau. In Borken und Coesfeld besteht Systemanschluss an die Schienenstrecken nach Essen und Münster.
Der Bürgerbus Südlohn–Oeding fährt auf der Strecke Stadtlohn–Südlohn–Oeding–Winterswijk auch diverse Haltestellen im Außenbereich an.
Ein Nachtbus verbindet Stadtlohn an den Wochenenden mit Münster über Coesfeld.

### Bildung

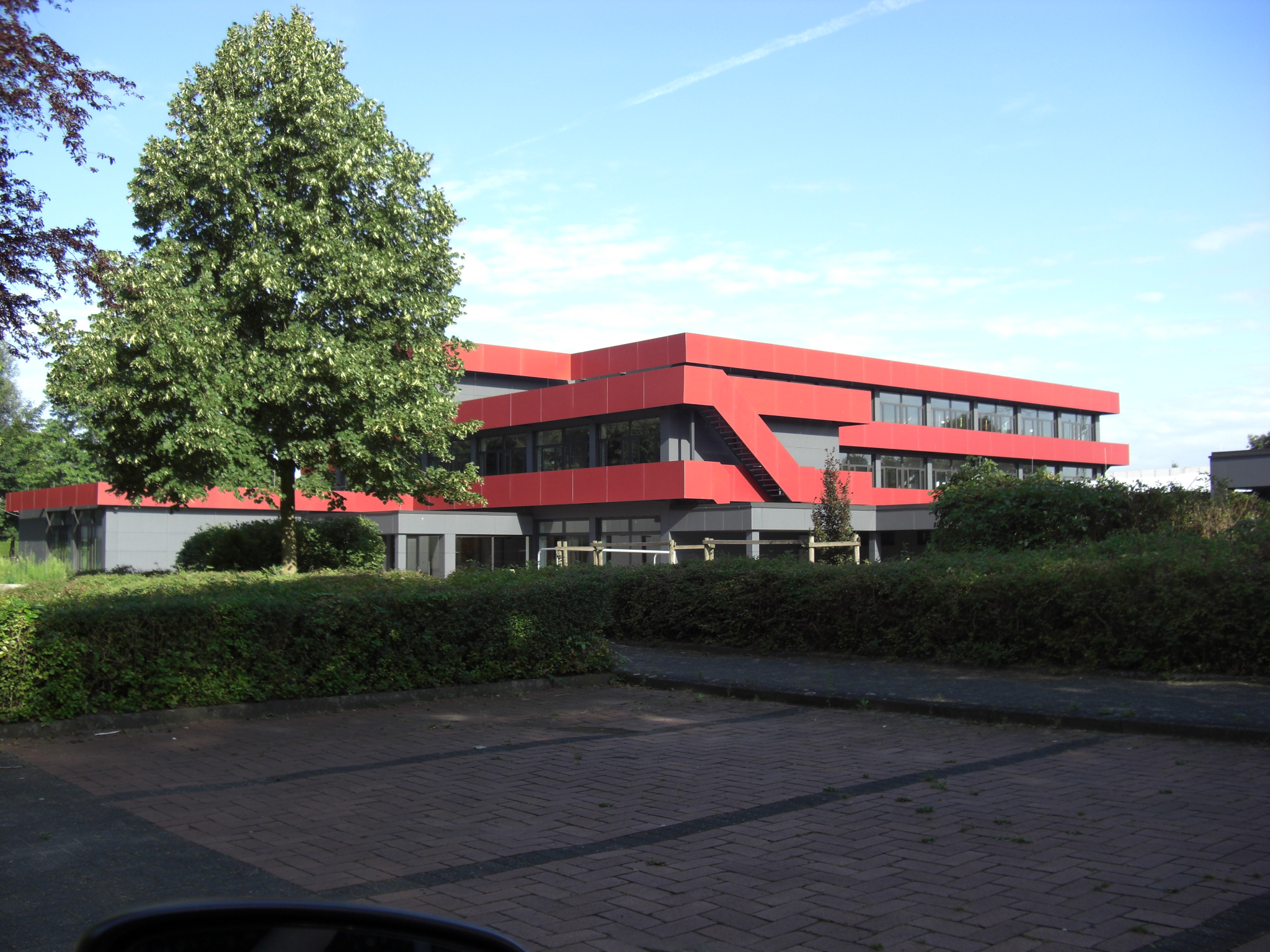
Losberg-Hauptschule Stadtlohn

Im Vorschulbereich arbeiten sieben Kindergärten (Familienzentrum St.-Otger, St.-Nikolaus-Kindergarten, St.-Marien-Kindergarten, St.-Joseph-Kindergarten, St.-Elisabeth-Kindergarten, Don-Bosco-Kindergarten, Die-Kinderburg-Kindergarten), drei Kindertagesstätten (DRK Familienzentrum Prinz Botho, Kita Erste Eltern-Kind-Gruppe e. V., Kita Spielkiste Stadtlohn e. V.) sowie der Tagesmütter-Verein Stadtlohn-Vreden-Südlohn.
Für die Allgemeinbildung sorgen vier Grundschulen (Hilgenbergschule, Gescher-Dyk-Schule, Fliednerschule, Hordtschule), die Förderschule Johannesschule mit dem Förderschwerpunkt Lernen, Sprache, emotionale und soziale Entwicklung wurde im Jahr 2014 geschlossen, eine Hauptschule (Losbergschule), zwei Realschulen (die private St.-Anna-Realschule, Herta-Lebenstein-Realschule), ein Gymnasium (Geschwister-Scholl-Gymnasium) und eine Berufsbildende Schule (Berufskolleg Lise Meitner).
Zu den öffentlichen Bildungseinrichtungen Stadtlohns gehören eine Volkshochschule, eine Musikschule sowie eine öffentliche Bücherei.

## Söhne und Töchter der Stadt
- Erhart Küng (um 1420–vor 1507), Werkmeister am Berner Münster
- Bernd Rothmann (1495–nach 1535), Führer der Täuferbewegung
- Kasimir Nienhaus (1838–1910), Pharmakologe
- Clemens Blanke (1895–1945), Bürgermeister in Stadtlohn, NSDAP-Kreisleiter Ahaus
- Erich Jansen (1897–1968), Schriftsteller
- Hilliganda Rolvering (1903–1943), Missionsschwester und Märtyrin
- Bernhard Kötting (1910–1996), Professor für Kirchengeschichte
- Ernst van Loen (1911–1996), deutsch-österreichischer Jurist, Publizist, Pressesprecher und Völkerrechtler
- Hans Martin (1925–2006), Inhaber der Lichtgitter-Gesellschaft und Träger des Bundesverdienstkreuzes
- Hans Herlin (1925–1994), Schriftsteller und Journalist
- Karl Hüls (1930–2001), Begründer der Hülsta-Werke Hüls und Ehrenbürger der Stadt Stadtlohn, Träger des Bundesverdienstkreuzes
- Norbert Niehues (1935–2017), Vorsitzender Richter am Bundesverwaltungsgericht
- Antonius Holtmann (* 1936), Sozialwissenschaftler
- Hubert Frankemölle (* 1939), Theologie-Professor, Neutestamentler
- Karl-Heinz Hornhues (* 1939), Politiker (CDU)
- Helmut Könning (* 1952), Bürgermeister von Stadtlohn
- Ursula Frohne (* 1958), Kunsthistorikerin
- Paulus Terwitte (* 1959 als Bernhard Terwitte), katholischer Ordensmann
- Maria Beerlage (* 1963), Doppelweltmeisterin im Kunstradfahren
- Nicolai Kobus (* 1968), Lyriker
- Jochen Taubert (* 1968), Regisseur, Filmeditor, Schauspieler
- Ingrid Laubrock (* 1970), Jazzmusikerin
- Berthold Dittmann (* 1970), Bürgermeister von Stadtlohn
- Patrick Bittner (* 1971), Koch
- Maurice Summen (* 1974), Musiker, Labelbetreiber, Autor
- Henning Siemens (* 1974), Handballspieler
- Stephan Schorn (* 1975), Entomologe
- Johannes Ehning (* 1982), Springreiter
- Tom Tenostendarp (* 1991), Bürgermeister der Stadt Vreden
- Lars Bleker (* 1994), Fußballspieler